# Wantage
Wantage (/ˈwɒntɪdʒ/) es una ciudad de mercado y parroquia civil del condado de Oxfordshire, 24 km al sudoeste de Oxford y 23 al noroeste de Newbury. Aunque se encuentra dentro de los límites del condado histórico de Berkshire, está bajo la jurisdicción de Oxfordshire desde 1974. 

## Historia
Wantage fue un pequeño asentamiento romano, pero el origen del topónimo es incierto. Generalmente se cree que proviene de una frase del inglés antiguo que significa «río decreciente». El rey Alfredo el Grande nació en el palacio real, de esta localidad, en el siglo IX, en lo que originalmente se conocía como Wanating. Wantage aparece en mención en el Libro Domesday de 1086. Su valor era de £61 y era propiedad del rey hasta que Ricardo I se lo transfirió al conde de Albemarle en 1190. Los derechos comerciales, por concepto semanal, se otorgaron por primera vez al pueblo por parte de Enrique III en 1246. Ahora se celebran mercados dos veces por semana, miércoles y sábados. Las tropas realistas estaban estacionadas en Wantage durante la Revolución inglesa.

## Personas ilustres
- Alfredo el Grande (c. 848/9–899), rey de los anglosajones desde 886.
- Frances O'Connor, actriz emigrante a los dos años de edad desde Perth, Australia.